# Maomé Haçane Cã Cajar
Maomé Haçane Cã Cajar (em persa: محمدحسن خان قاجار; romaniz.: Mohammad/Muhammad Hasan/Hassan Khan Qajar; 1722–1759), foi chefe da ramificação Coiunlu da tribo dos cajares de turcomanos na costa do mar Cáspio perto de Gurgã. era filho de Fate Ali Cã e pai de Maomé Cã Cajar, que fundou a Dinastia Cajar do Irão.
Maomé Haçane Cã foi tirado de Gurgã no inicio da década de 1740, mas depois da morte de Nader Xá em 1747, ele se juntou a Xaruque Afshar e foi nomeado beglerbeg do Golestão e liderou todos os grupos nômades durante o governo de Solimão II; depois que o rei foi deposto, Maomé Haçane se tornou independente e estendeu seu poder a Mazandarão e Guilão.
Depois o cã de Tabriz, Azade Cã Afegã, atacar Maomé Haçane Cã sem sucesso, o último contra atacou e depôs Azad Cã do Azerbaijão em 1757, tomando Tabriz sem uma luta (sendo bem recebido por seus habitantes de acordo com uma fonte). Depois de uma expedição para garantir a obediência dos lideres do Cáucaso, Maomé Haçane Cã se encontrou Karim Cã Zand; depois de algumas vitórias, penetrou no sul de Xiraz, o rival mais perigoso de Karim Cã foi derrotado e morto em 1759.